# Championnat de Finlande de football 1954
Navigation
Saison précédente Saison suivante
La saison 1954 du Championnat de Finlande de football était la 25e édition de la première division finlandaise à poule unique, la Mestaruussarja. Les dix meilleurs clubs du pays jouent les uns contre les autres à deux reprises durant la saison, à domicile et à l'extérieur. À la fin de la compétition, les 2 derniers du classement sont relégués et remplacés par les 2 meilleurs clubs d'Ykkonen, la deuxième division finlandaise.
Le club de Pyrkivä Turku remporte le premier titre de champion de Finlande de son histoire en terminant en tête du classement final, en devançant le KuPS Kuopio et le HJK Helsinki de 4 points. Le tenant du titre, le VIFK Vaasa prend la 4e place, à 6 points du Pyrkivä.
En queue de classement, en plus du KPT Kuopio, promu de D2, c'est le vice-champion 1953, le Jäntevä Kotka qui est relégué en Ykkonen, un an après avoir disputé la finale pour le titre en championnat.

## Les 10 clubs participants
| - TuTo Turku - Promu de Ykkonen - KPT Kuopio - Promu de Ykkonen - Pyrkivä Turku - VIFK Vaasa - KIF Helsinki | - HJK Helsinki - KTP Kotka - Haka Valkeakoski - Jäntevä Kotka - KuPS Kuopio |

## Compétition

### Classement
Le barème de points servant à établir le classement se décompose ainsi :
- Victoire : 2 points
- Match nul : 1 point
- Défaite : 0 point

| Rang | Équipe           | Pts | J  | G  | N | P  | Bp | Bc | Diff |
| ---- | ---------------- | --- | -- | -- | - | -- | -- | -- | ---- |
| 1    | Pyrkivä Turku    | 26  | 18 | 10 | 6 | 2  | 42 | 20 | +22  |
| 2    | KuPS Kuopio      | 22  | 18 | 8  | 6 | 4  | 38 | 23 | +15  |
| 3    | HJK Helsinki     | 22  | 18 | 9  | 4 | 5  | 31 | 18 | +13  |
| 4    | VIFK Vaasa T     | 20  | 18 | 8  | 4 | 6  | 28 | 26 | +2   |
| 5    | TuTo Turku P     | 18  | 18 | 7  | 4 | 7  | 35 | 28 | +7   |
| 6    | KTP Kotka        | 18  | 18 | 8  | 2 | 8  | 25 | 26 | -1   |
| 7    | KIF Helsinki     | 18  | 18 | 6  | 6 | 6  | 20 | 25 | -5   |
| 8    | Haka Valkeakoski | 17  | 18 | 4  | 9 | 5  | 21 | 29 | -8   |
| 9    | Jäntevä Kotka    | 11  | 18 | 3  | 5 | 10 | 20 | 41 | -21  |
| 10   | KPT Kuopio P     | 8   | 18 | 2  | 4 | 12 | 19 | 43 | -24  |

|  | Champion de Finlande 1954                           |
|  | Relégation en deuxième division                     |
|  | T Tenant du titre P Club promu de deuxième division |

## Bilan de la saison
| Championnat de Finlande de football 1954 |                           |
| Champion                                 | Pyrkivä Turku (1er titre) |
| Promotions et relégations                |                           |
| Promus en Mestaruussarja                 | KoRe Kotka                |
| Promus en Mestaruussarja                 | VPS Vaasa                 |
| Relégués en Ykkonen                      | Jäntevä Kotka             |
| Relégués en Ykkonen                      | KPT Kuopio                |